# Ellen Preis
Ellen Müller-Preis, född 6 maj 1912 i Charlottenburg, död 18 november 2007 i Wien, var en österrikisk fäktare.
Preis blev olympisk guldmedaljör i florett vid sommarspelen 1932 i Los Angeles.